# 優人神鼓
優人神鼓（英語：U Theatre），是台灣的表演藝術團體，前身為優劇場，1988年由創辦人劉若瑀於台北市木柵老泉山創立；1993年黃誌群加入擔任擊鼓指導，正名為優人神鼓，秉持著道藝合一的精神，強調「先學靜坐，再教擊鼓」，以打坐、打拳、打鼓做為訓練核心，揉合舞台劇導演果托夫斯基（Jerzy Grotowski）身體訓練、東方傳統武術、擊鼓、太極導引、民間戲曲、技藝、宗教科儀、靜坐等元素，創立了一套獨特的表演形式「當代肢體訓練法」。

## 發展沿革
優人神鼓是台灣的表演藝術團體，1988年由創辦人劉若瑀於台北市木柵老泉山創立。1993年，劉若瑀邀請黃誌群擔任劇團的擊鼓指導，以「先學靜坐，再教擊鼓」的方式，揉合舞台劇導演果托夫斯基（Jerzy Grotowski）身體訓練、東方傳統武術、擊鼓、太極導引、民間戲曲、技藝、宗教科儀、靜坐等元素，創立了一套以打坐、打拳、打鼓做為訓練核心的「當代肢體訓練法」。
1996 年起，劇團透過「雲腳」淬煉自我，「雲腳」一詞由創辦人劉若瑀發想，是一種讓表演者在行走中沉澱心性的訓練方法，「走一天路，打一場鼓」，從台灣到世界各地，截至2016年，已步行超過 13,000 公里。
1998年，作品《聽海之心》受邀至法國亞維儂藝術節演出，被法國《世界日報》評為「法國亞維儂藝術節最佳節目」，當地媒體形容「宛如是從阿爾卑斯山走下來的山神」；2000年再度受《世界日報》讚譽為「法國里昂舞蹈藝術節最受歡迎的節目」。2002年作品《金剛心》榮獲「第一屆台新藝術獎－表演藝術類首獎」。2014年獲「第一屆總統創新獎」團體組。
2003年，成立「神鼓小優人」，成員以國小和國中學生為主，提供擊鼓和武術訓練課程。2006年1月，承接臺北市政府永安藝文館「表演36房」，開始經營社區推廣，打造屬於身心靈與表演藝術的藝文空間。2007年，與台北市景文高中合作創設景文高中「優人表演藝術班」，於高中學制中傳承表演藝術。其創作理念與訓練方法不再侷限於劇場，透過社區、學校作更進一步的推廣。
2019年8月13日，優人神鼓位於木柵老泉山的劇場遭遇火災，主建築被毀，兩百多件樂器付之一炬，估算損失上千萬。同年12月3日優人神鼓召開記者會，發起為期兩年的「山上劇場災後共建計畫」，計畫內容包含第一年設置臨時排練場所，以及第二年的山上劇場整體重建。邀請民眾成為共建計畫的一員，透過群眾參與和劇團共同重建自然生態劇場。

2020年，劇場於重建過程中又逢新冠肺炎疫情，經歷了火災以及新冠肺炎疫情的衝擊，劇團用創作來面對營運上的困境，於8月老泉山劇場演出災後周年紀念作品《祭天》。並於2021年，遭遇祝融周年後首度展開全台巡演，將2006年首演的《與你共舞》重新搬上舞台，以具體的行動感謝社會各界的關懷與支持。

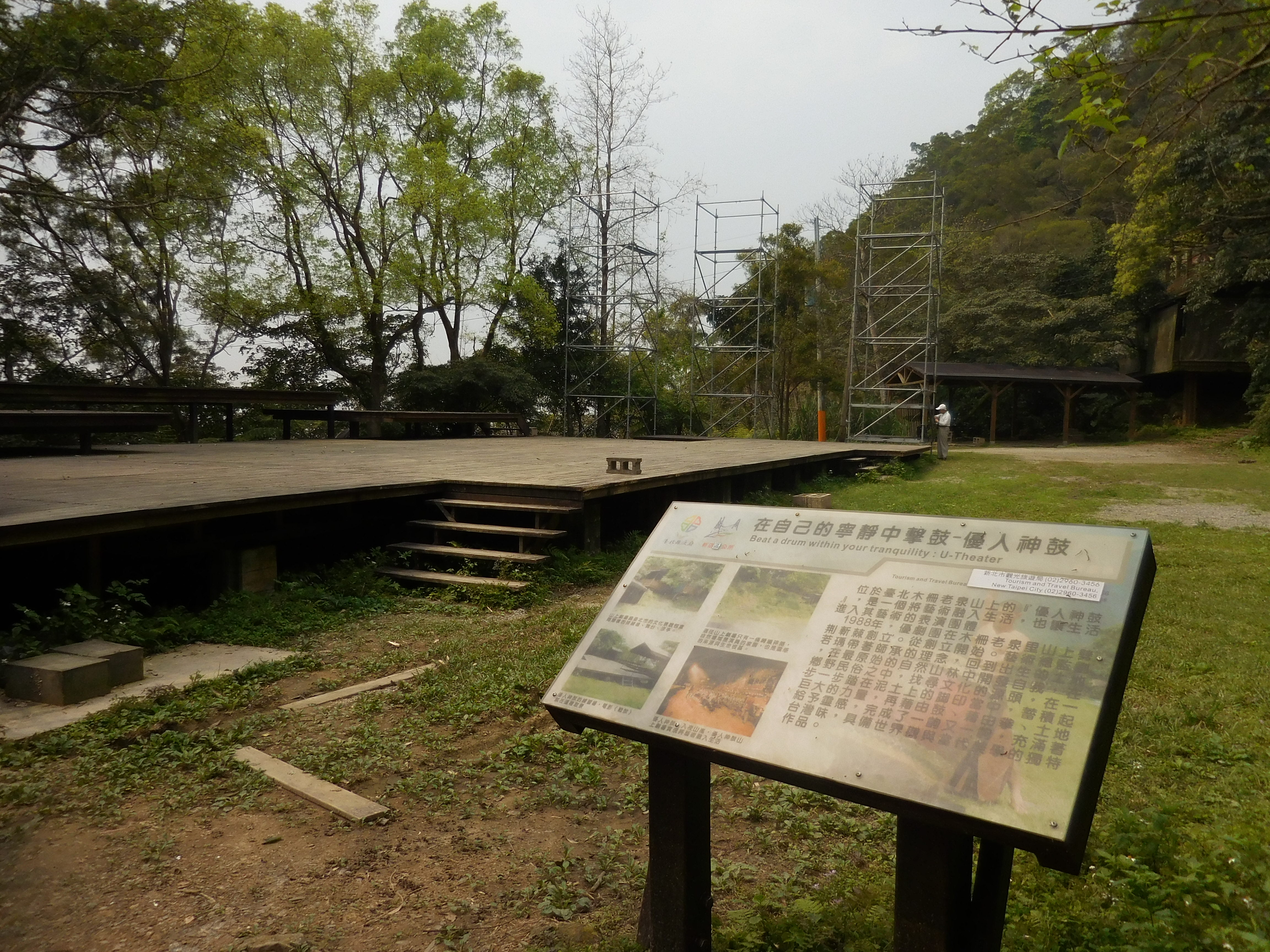
優人神鼓表演台與說明牌

## 作品[17]
- 1988年，《地下室手記浮士德》
- 1989年，《鍾馗之死》
- 1990年，《小ㄈ的戲》、《七彩溪水落地掃》
- 1992年，《山月記》、《漠‧水鏡記》(同水鏡記)
- 1993年，《爭‧水鏡記》
- 1994年，《優人神鼓》
- 1995年，《心戲之旅》
- 1997年，《種花》、《海潮音》
- 1998年，《聽海之心》[18]
- 1999年，《曠野之歌》
- 2001年，《持劍之心》
- 2002年，《捻花》、《金剛心》
- 2003年，《蒲公英之劍》
- 2005年，《禪武不二》[19]《聽海之心101》
- 2006年，《與你共舞》[20]、《門》
- 2007年，《正版禪武不二》、《勇者之劍》[21]、《入夜山嵐》、《鼓舞小勇士》
- 2008年，《空林山風：走路篇》、《暴風地帶》
- 2009年，《入夜山嵐》、《曼達拉》、《喂！向前走》
- 2010年，《天人合一》、《花蕊渡河》
- 2011年，《时间之外》[22]
- 2014年，《愛人》[23]
- 2015年，《黃金鄉》[24]
- 2016年，《迷路小姐》[25]
- 2017年，《墨具五色》[26][27]
- 2020年，《祭天》[28]

### 其他演出
- 電影《戰．鼓》（畢國智導演）

## 外部連結
- 優人神鼓官方網站
- 優人神鼓的YouTube （页面存档备份，存于）
- 優人神鼓山上劇場——文化部文化資產局 （页面存档备份，存于）